# Jean-Pierre Thiollet
 Der er for få eller ingen kildehenvisninger i denne artikel, hvilket er et problem. Du kan hjælpe ved at angive troværdige kilder til de påstande, som fremføres i artiklen.

Jean-Pierre Thiollet (født 9. december 1956 i Poitiers) er en fransk forfatter.
Efter at have afsluttet sine sekundære studier i Châtellerault og højere i Poitiers og Paris blev han journalist, essayist og forfatter.
Han var initiativtageren til Cercle InterHallier 1. marts 2017 til hyldest for forfatteren Jean-Edern Hallier..